# Gao Zhisheng
Gao Zhisheng (cinese: 高智晟; Shanxi, 1966) è un avvocato e attivista cinese, paladino dei diritti civili.
Nel 2008 è stato candidato al Premio Nobel per la Pace.

## Biografia
Di povere origini, lavorò inizialmente come minatore. Dopo il servizio militare nell'esercito, si iscrisse al partito comunista.
Dopo essere stato congedato, decise di diventare avvocato. Nel 1995 superò l'esame da autodidatta.
Decise di aiutare le persone che non avevano il denaro sufficiente per pagarsi un proprio avvocato. Assunse molte difese d'ufficio, fino a farne diventare un terzo del proprio lavoro. Divenne comunque uno degli avvocati più famosi della propria provincia, lo Xinjiang dopo aver vinto una causa civile del valore di oltre 70.000 euro. Nei primi anni di professione legale, Gao raccolse un lungo dossier sulla persecuzione dei cristiani non ufficiali. Commosso da queste testimonianze, Gao abbraccia la fede cristiana.
Ebbe il suo primo scontro con il potere politico quando vinse una causa difendendo un imprenditore contro la pubblica amministrazione locale. Il potere politico non gliela perdonò ed iniziò a minacciarlo. Nel 2000 Gao fu costretto a lasciare lo Xinijang.
Si trasferì a Pechino, dove fondò un suo studio legale assieme ad altri sei avvocati. Nel 2001 fu nominato tra i migliori 10 avvocati cinesi, per la sua professionalità ed integrità morale.
Nel dicembre 2005 decise di non rinnovare la tessera del Partito Comunista Cinese. Affermò:

### La persecuzione subita da Gao
Falun Gong
Nel 2004 Gao difese un praticante del Falun Gong che era stato arrestato senza formali accuse ed era stato condannato senza un regolare processo ai lavori forzati in un laogai. Dopo aver constatato che i giudici non avevano presenziato al processo “per ordini superiori”, decise di scrivere una lettera al Congresso nazionale del popolo (il Parlamento unicamerale cinese).
L'odissea di Gao e della sua famiglia sono cominciate quando egli cominciò ad interessarsi attivamente alla persecuzione di Falun Gong. Gao decise di scrivere tre lettere aperte: la prima, il 18 ottobre 2005 fu indirizzata a Hu Jintao e Wen Jiabao, rispettivamente presidente della repubblica e primo ministro della Cina. Si appellò alla loro alta autorità affinché fermassero la persecuzione in atto e chiedeva loro di «ricostruire la Cina sulle fondamenta della democrazia, della legge e del rispetto della costituzione».
Pochi giorni dopo la pubblicazione della lettera, Gao, insieme alla sua famiglia, venne posto sotto stretta sorveglianza da parte della polizia, che iniziò a controllarlo 24 ore su 24. Il 26 ottobre Tsai Lei, vice direttore del Dipartimento per l'avvocatura dell'Ufficio giudiziario di Pechino, convocò il legale per un colloquio e gli tolse l'abilitazione professionale. Gao però non si perse d'animo: in novembre visitò altri praticanti del Falun Gong insieme al giornalista Jiao Guobiao, e raccolse testimonianze sulle torture da loro subite. Subito dopo il suo ritorno pubblicò una seconda lettera aperta alle massime autorità del Paese, denunciando nel dettaglio ciò che aveva scoperto.
2006
Il 17 gennaio, nell'imminenza della pubblicazione di un suo nuovo rapporto, sfuggì per poco ad un attentato (camuffato da incidente stradale) organizzato dalla polizia politica contro la sua persona.
Il 4 febbraio, lanciò, insieme a Hu Jia ed altri attivisti per i diritti civili, una “staffetta dello sciopero della fame per i diritti umani”. L'iniziativa fu intrapresa in 29 diverse province del Paese ed alcuni partecipanti furono arrestati.
Il 15 agosto, dopo aver ricevuto continue minacce, Gao fu sequestrato dalla polizia politica mentre era in visita dalla sorella senza ricevere formali accuse. Solo il 21 settembre fu arrestato “ufficialmente”. L'accusa formale fu “incitamento alla sovversione”.
Il 22 dicembre Gao fu condannato a tre anni di carcere per "istigazione alla sovversione del potere dello Stato". La pena fu sospesa e Gao fu messo in prova per cinque anni. Ma la condanna lo privò dei diritti civili. Gao non poté più pubblicare o parlare in pubblico.
2007
Il 24 giugno Gao fu di nuovo sequestrato, per ordine diretto del governo cinese, allo scopo di impedirgli di recarsi negli Stati Uniti per ricevere un premio. Il Consiglio dell'Ordine forense americano aveva infatti attribuito all'avvocato cinese il prestigioso ‘'Courageous Advocacy Award'’. Gao era stato invitato a ricevere personalmente il premio a Santa Barbara il 30 giugno.
Il 22 settembre, dopo aver lanciato un appello all'Europa ed agli Stati Uniti, Gao fu ancora sequestrato dalla polizia politica.
2008
Secondo Amnesty International Gao sarebbe stato posto sotto tortura per 50 giorni nelle stesse modalità in cui vengono torturati i praticanti del Falun Gong, e sarebbe stato allontanato da Pechino durante lo svolgimento dei Giochi Olimpici
2009
All'alba del 4 febbraio Gao è stato prelevato nella sua abitazione, nello Shaanxi (Cina nord-occidentale) da agenti dei servizi di sicurezza.

Il mese successivo i suoi familiari sono partiti segretamente per gli Stati Uniti, dove hanno ottenuto lo status di rifugiati politici (13 marzo).
2010
Nel marzo 2010 Gao è tornato in libertà. Come da lui stesso rivelato, era stato condannato per "sovversione".

In aprile Gao si è recato nello Xinjiang per fare visita ai suoceri. Di nuovo, è stato prelevato dalla polizia.
2011
Il Gruppo di lavoro dell'ONU sulla Detenzione arbitraria ha raccolto informazioni sul suo caso e, nel marzo 2011, ha pubblicamente richiesto alle autorità cinesi il suo rilascio.
Nel corso del 2011 Gao Zhisheng è tornato in libertà, ma all'inizio di dicembre 2011 è stato nuovamente rinchiuso in una prigione nella contea di Shaya, nello Xinjiang. Da allora, oltre ad essere detenuto in uno stato di isolamento, durante il quale non gli è concesso ricevere visite da alcuno, è stato sottoposto a tre mesi di "rieducazione", solo dopo i quali potrà tornare a ricevere visite.